# بوبي سكوت (موسيقي)
بوبي سكوت (بالإنجليزية: Bobby Scott)‏ هو قائد فرقة ‏ وعازف بيانو وموسيقي ومغني وكاتب أغاني أمريكي، ولد في 29 يناير 1937 في مونت بليستانت في الولايات المتحدة، وتوفي في 5 نوفمبر 1990 في نيويورك في الولايات المتحدة بسبب سرطان الرئة.

## وصلات خارجية
- بوبي سكوت على موقع IMDb (الإنجليزية)
- بوبي سكوت على موقع ميوزك برينز (الإنجليزية)
- بوبي سكوت على موقع قاعدة بيانات برودواي على الإنترنت (الإنجليزية)
- بوبي سكوت على موقع أول ميوزيك (الإنجليزية)
- بوبي سكوت على موقع ديسكوغز (الإنجليزية)
- بوبي سكوت على موقع قاعدة بيانات الفيلم (الإنجليزية)